# Лоренцетто
 Лоренцо Лотти, более известный по прозванию  Лоренцетто (итал. Lorenzetto, 1490, Флоренция —1541, Рим) — итальянский скульптор и архитектор эпохи Возрождения, помощник Рафаэля Санти.
Лоренцо ди Людовико ди Гульельмо (Лоренцо Лотти), был сыном ювелира и бронзолитейщика из Флоренции Людовико ди Гульельмо дель Буоно (1460—1519), учился у своего отца и, вероятно, у Андреа Сансовино, влияние которого заметно в его скульптурных работах. Лоренцетто в 1523 году женился на сестре Джулио Романо, другого художника, скульптора и ученика Рафаэля.
Имя Лоренцетто фигурирует в книге Джорджо Вазари «Жизнеописания наиболее знаменитых живописцев, ваятелей и зодчих» (1550), где упоминаются его работы для виллы Джованни Бартолини, скульптура Вакха, хранящаяся в музее Барджелло во Флоренции. По словам Вазари, будучи молодым скульптором, Лоренцетто завершил надгробие кардинала Никколо Фортегуерри, начатую Андреа Верроккьо в 1477 году. Вероятно, в 1516 году Лоренцетто переехал в Рим.
По настоянию Рафаэля Лоренцетто стал помогать мастеру в работах по созданию Капеллы Киджи в церкви Санта-Мария-дель-Пополо. Лоренцетто выполнил по рисункам Рафаэля две статуи пророков: Илии и Ионы, бронзовый рельеф «Христос и Самаритянка», рельефы капителей и другие детали. Эти работы относятся к 1516—1520 годам.
Лоренцетто с помощью Раффаэлло да Монтелупо создал статую Мадонны с Младенцем для гробницы Рафаэля в Пантеоне. Скульптура называется «Мадонна дель Сассо» (Мадонна Скалы), потому что Богоматерь опирается одной ногой на камень.
В 1527 году Лоренцетто вместе с Раффаэлло да Монтелупо завершил работу над надгробным памятником Бернардино Капелле, канонику Сан-Пьетро, в церкви Санто-Стефано-Ротондо. Его работа над надгробиями римских пап из рода Медичи: Климента VII, Льва X и его сестры Лукреции Медичи в церкви Санта-Мария-сопра-Минерва (ок. 1536 г.), сводилась к второстепенным деталям, поскольку основная скульптура была доверена Баччо Бандинелли.
Между 1530 и 1535 годами Лоренцетто работал над статуей Святого Петра, заказанной Папой Климентом VII для оформления входа на мост Сант-Анджело, симметрично статуе Святого Павла, созданной Паоло Романо.
В последние годы Лоренцетто помогал Антонио да Сангалло Младшему в качестве каменщика в работах над собором Святого Петра. По словам Вазари, «это оказалось самым прибыльным занятием в карьере Лоренцетто, потому что стены строили по фиксированной цене… Вследствие этого Лоренцо, не прилагая усилий, через несколько лет стал более знаменитым и процветающим, чем он был после многих лет бесконечного труда, потому что нашел Бога, человечество и Фортуну благоприятными в тот момент. И если бы он прожил дольше, он сделал бы ещё больше для искоренения тех травм, которые жестокая судьба несправедливо нанесла ему в лучший период его работы».
Лоренцетто умер в Риме от лихорадки в декабре 1541 года и был похоронен в соборе Святого Петра в январе следующего года. Надгробие не сохранилось.